# The Foreigner (película de 2003)
The Foreigner es una película de suspenso y acción estadounidense de 2003 protagonizada por Steven Seagal. La película se rodó íntegramente en Varsovia, Polonia, y fue la primera de una larga serie de películas directas a vídeo estrenadas protagonizadas por Seagal de 2003 a 2009. La película recuperó su presupuesto únicamente del mercado de vídeos domésticos de Estados Unidos.

## Reparto
- Steven Seagal como CIA Agent Jonathan "Jon" Cold
- Max Ryan como Dunoir
- Harry Van Gorkum como Jerome Van Aken
- Jeffrey Pierce como Sean Cold
- Anna-Louise Plowman como Meredith Van Aken
- Sherman Augustus como Mr. Mimms
- Gary Raymond como CIA Agent Jared Olyphant
- Philip Dunbar como Alexander Marquee
- Izabela Okrasa como Clarissa Van Aken
- Grzegorz Kowalczyk como Rolls-Royce Driver
- Dianna Camacho como Hotel Clerk Imke
- DeObia Oparei como The Stranger
- Grzegorz Emanuel como Jonathan Look Alike
- Przemyslaw Saleta como Security Guard
- Jan Jurewicz como Man With Porsche
- Łukasz Jakóbiak como Waiter In Paris Brasserie
- Teresa Szmigielówna como Mujer francesa

## Producción
Kate Fischer tiene un pequeño papel.

## Secuela
En 2005 se estrenó una secuela de The Foreigner, titulada Black Dawn. El personaje de Seagal, John Cold, es el único personaje que regresa del original.

## Recepción
The Foreigner fue lanzada directamente en video sin recibir un estreno en cines. Fue criticada por su trama sin sentido, mala actuación, la falta de artes marciales de Seagal y la realización cinematográfica de baja calidad. En Rotten Tomatoes tiene un índice de aprobación del 0% según reseñas de 5 críticos.